# Groupe de NGC 2974
Le groupe de NGC 2974 comprend au moins cinq galaxies situées dans la constellations du Sextant. La distance moyenne entre ce groupe et la Voie lactée est d'environ 33,0 Mpc (∼108 millions d'al). 

## Membres
Le tableau ci-dessous liste les cinq galaxies du groupe indiquées dans l'article de A.M. Garcia paru en 1993.   
| Nom          | Classification | Type                        | α (J2000.0)   | δ (J2000.0)  | Vitesse radiale (km/s) | Magnitude apparente | Distance (Mpc) | Diamètre (kal) |
| ------------ | -------------- | --------------------------- | ------------- | ------------ | ---------------------- | ------------------- | -------------- | -------------- |
| NGC 2974     | E4             | Elliptique                  | 09h 42m 33.3s | -03° 41′ 57″ | 1887 ± 5               | 10,9                | 32,9 ± 2,3     | 89             |
| MCG -1-25-24 | SBd?           | Spirale barrée              | 09h 45m 23.1s | -06° 15′ 05″ | 1852 ± 2               | 12,75               | 32,4 ± 2,3     | 54             |
| MGC -1-25-31 | SB(s)dm?       | Spirale barrée magellanique | 09h 53m 22.7s | -05° 17′ 00″ | 1883 ± 6               | 14,9828             | 32,8 ± 2,3     | 36             |
| MGC -1-25-33 | SB(s)d pec?    | Spirale barrée              | 09h 43m 28.5s | -05° 21′ 56″ | 1894 ± 1               | 14,193 +/- 0,012a   | 32,0 ± 2,3     | 41             |
| MGC -1-25-34 | SB(s)dm        | Spirale barrée magellanique | 09h 43m 36.3s | -05° 54′ 44″ | 2022 ± 1               | 13,2701             | 34,9 ± 2,5     | 61             |

- aDans le proche infrarouge.

Le site DeepskyLog permet de trouver aisément les constellations des galaxies mentionnées dans ce tableau ou si elles ne s'y trouvent pas, l'outil du site constellation permet de le faire à l'aide des coordonnées de la galaxie. Sauf indication contraire, les données proviennent du site NASA/IPAC.